# Банщикова Ганна Борисівна
Ганна Борисівна Банщикова (нар. 24 січня 1975, Ленінград, РРФСР, СРСР) — російська актриса театру і кіно.
Фігурант бази даних центру «Миротворець».

## Біографія
Народилася 24 січня 1975 року в Ленінграді (нині — Санкт-Петербург).
Батько пішов з сім'ї, коли доньці було сім років. Мати — Поліна Михайлівна, інженер-конструктор, виховувала дочку сама.
Батькова бабуся  Поліна Борисівна Банщикова (1922—2002), Заслужена артистка РРФСР (1980), з 1951 року була провідною солісткою  Ленінградського театру музичної комедії, викладала вокальну майстерність на відділенні театру музичної комедії в  Ленінградському державному інституті театру, музики і кінематографії (ЛДІТМіК).
На рішення внучки стати артисткою вплинула саме бабуся. З раннього дитинства Аня багато часу проводила за лаштунками театру, в якому служила Поліна Борисівна. Навчаючись в початкових класах середньої школи, Ганна три роки займалася в балетній школі при  Ленінградському академічному хореографічному училищі імені А. Я. Ваганової, вчилася також у  дитячій музичній школі по класу фортепіано.
У 1992 році закінчила загальноосвітню середню школу № 254 Кіровського району міста Санкт-Петербурга і вступила до ЛДІТМіК (з 1993 року — СПбДАТМ). У 1996 році закінчила Санкт-Петербурзьку державну академію театрального мистецтва (СПбДАТМ) (майстерня Д.Х. Астрахана).
З 1997 по 2010 роки служила в Санкт-Петербурзькому державному академічному театрі імені В. Ф. Коміссаржевської.
З жовтня 2018 року увійшла до трупи Московського театру «Современник».
цього року 2025 буде вже виповниться 50-й ювілей. 

### Особисте життя
- Перший чоловік —  Максим Леонідов (нар.. 13 лютого 1962), радянський і російський музикант, співак, актор, поет і телеведучий, один із засновників біт-квартету «Секрет». Ганна та Максим перебували в  офіційному шлюбі з 1999 по 2004 роки. Спільних дітей у пари немає[7]. Саме їй музикант присвятив свою пісню «Девочка-видение»[8].
- Другий чоловік — Всеволод Шаханов, американський адвокат, який народився в Пскові. Одружилися 30 березня 2007 року[3][9][10].
  - Син — Михайло Всеволодович Шаханов (нар.. 18 червня 2007 року)[9][10]. 15 жовтня 2017 року взяв участь як знавець історичних особистостей в телевізійному конкурсі талановитих дітей «Краще за всіх!» На « Першому каналі»[11].
  - Син — Олександр Всеволодович Шаханов (нар.. 20 квітня 2009)[9][10][11].
  - Донька — Марія Всеволодівна Шаханова (нар.. 3 березня 2017[12].

## Благодійна діяльність
У 2015 році Анна Банщикова стала членом  опікунської ради разом з  Максимом Галкіним та  Миколою Басковим Благодійного фонду допомоги дітям «Доброторіум».

## Ролі в театрі

#### Санкт-Петербурзький державний академічний театр імені В.Ф.Коміссаржевської
- 1997 — «Прощай, клоун!» за п'єсою В'ячеслава Вербіна за мотивами кіносценарію «Дорога» Федеріко Фелліні (режисер — Володимир Воробйов) — черниця, балерина Аїда
- 1997 — «Дон-Жуан приходить з війни» за однойменною п'єсою Едена фон Хорвата (режисер — Л. Гогі-Горієвський) — донька, сестра милосердя
- 1999 — «Місяць у селі» за однойменною п'єсою Івана Тургенєва (режисер — Валерій Гришко) — Вірочка, вихованка Наталії Петрівни, 17 років
- 2000 — «Смерть комівояжера» за однойменною п'єсою Артура Міллера (режисер — В. Фурман) — * 2000 — «Близнюки» за п'єсою Жана-Жака Брікера і Моріса Ласега (режисер — А. Ісаков) — Єва
- 2001 — «Злодій в раю» за п'єсою «Ніхто, або Злодій в раю» Едуардо де Філіппо (режисер — А. Горбатий) — Нінучча
- 2002 — «Оркестр» за однойменною п'єсою Жана Ануя (режисер — А. Горенштейн) — Памела
- 2002 — «Буря» за однойменною п'єсою Вільяма Шекспіра (режисер — Александр Морфов (Болгарія)) — Міранда, донька Просперо
- 2004 — «Дон Жуан» за мотивами однойменної п'єси Ж.-Б. Мольєра (режисер — Олександр Морфов (Болгарія); прем'єра вистави відбулася 30 січня 2004 року) — донна Анна, дочка дона Жуана, наречена дона Оттавіо
- 2005 — «Літо і дим» за однойменною п'єсою Теннессі Вільямса (режисер — А. Бєльський) — Роза Гонзалес
- 2006 — «Сон в літню ніч» за однойменною п'єсою Вільяма Шекспіра (режисер — Олександр Морфов (Болгарія)) — Титанія, цариця фей і ельфів

#### Московський Художній театр імені А. П. Чехова
- 2008 — «Крейцерова соната» за однойменною повістю Льва Толстого (режисер — Антон Яковлєв; прем'єра — 2 грудня 2008 року) — Поліна, вона ж Пані
- 2012—2013 — «Минулого літа в Чулимську» за однойменною п'єсою Олександра Вампілова (режисер — Сергій Пускепаліс; прем'єра — 26 травня 2012 року) — Зінаїда Павлівна Кашкина
- 2013 — «Почнемо все спочатку» за п'єсою Енні Бейкера (режисер — Адріан Джурджіа; прем'єра — 12 квітня 2013 року) — Тереза

#### Московський драматичний театр «Современник»
- 2008 — «Крейцерова соната» за  однойменною повістю  Льва Толстого (режисер —  Антон Яковлєв; прем'єра — 2 грудня 2008 року) —  Поліна, вона ж Дама
- 2012 —  2013 — «Минулого літа в Чулимську» за  однойменною п'єсою  Олександра Вампілова (режисер — Сергій Пускепаліс; прем'єра — 26 травня 2012 року) —  Зінаїда Павлівна Кашкіна
- 2013 — «Почнемо все спочатку» за п'єсою Енні Бейкера (режисер — Адріан Джурджу; прем'єра — 12 квітня 2013 року) —  Тереза

## Фільмографія
| Рік  |   | Назва                                       | Роль |
| ---- | - | ------------------------------------------- | --- |
| 1993 | ф | Ти у меня одна                              | студентка |
| 1995 | ф | Усе буде добре!                             | Маша Савельєва, вона ж міс «Телебачення»                                                                         |
| 1998 | с | Вулиці розбитих ліхтарів                    | чергова |
| 2000 | с | Імперія під ударом                          | Ганна Клейфер, коханка Евно Азефа                                                                                |
| 2001 | с | Агент національної безпеки 3                | Катя («Дребездєлка»), асистент режисеру                                                                          |
| 2001 | с | Агентство НЛС                               | Саша, дівчина в барі                                                                                             |
| 2001 | с | Ніро Вульф та Арчі Гудвін                   | Клара Джеймс |
| 2001 | с | По имені Барон                              | Марина |
| 2001 | с | Убивча сила 3                               | Лейла, донька Асланбека                                                                                          |
| 2001 | с | Вулиці розбитих ліхтарів 3                  | Альбіна |
| 2003 | с | Жіночий роман                               | Наташа / Лоліта                                                                                                  |
| 2003 | с | Каменська 3                                 | Женя Рубцова |
| 2003 | с | Краще місто Землі                           | Неллі Морозова                                                                                                   |
| 2003 | с | Мангуст                                     | Зося Ціцеліна на прізвисько «Муха», приватний детектив                                                           |
| 2003 | с | Танцор                                      | Манка |
| 2004 | с | Мангуст 2                                   | Зося Ціцеліна на прізвисько «Муха», приватний детектив                                                           |
| 2004 | с | Ті, що втратили сонце                       | Людмила, подруга Ганни Лисянської                                                                                |
| 2004 | с | Холостяки                                   | Жанна |
| 2005 | ф | Запасний інстинкт                           | Поліна Свєтлова                                                                                                  |
| 2005 | с | Лебединий рай                               | Маша на прізвисько «Чума», провінційна дівчина з міста Озерська                                                  |
| 2005 | ф | Убити Беллу                                 | працівниця мерії                                                                                                 |
| 2005 | с | Фаворит                                     | Марія Федорівна, велика княгиня                                                                                  |
| 2006 | с | Двоє із ларця                               | Аня та Яна, сестри-близнюки                                                                                      |
| 2006 | с | Євлампія Романова. Слідство веде дилетант 3 | Надя Шевцова |
| 2006 | ф | Ніяких інших бажань                         | медсестра |
| 2006 | ф | Полювання на піранью                        | Вікторія |
| 2006 | ф | Пушкін. Остання дуель                       | епізод |
| 2006 | с | Сонька — Золота Ручка                       | Фейга, сестра Соньки                                                                                             |
| 2006 | с | Тайни слідства 6                            | Лаура (Дарина Канавкіна)                                                                                         |
| 2006 | ф | Танцюй                                      | Ольга |
| 2006 | с | Таємний інстинкт                            | Аліса Новлянська, прийомна дочка Марини Звєрєвої від першого шлюбу                                               |
| 2007 | ф | Дев'ять днів до весни                       | Тамара |
| 2008 | ф | Гасіть світло                               | Віра |
| 200  | ф | Ефект доміно                                | Олена Максимова, дружина Євгенія                                                                                 |
| 2008 | с | Важкий пісок                                | Соня Вишневська, актриса з Ленінграда                                                                            |
| 2009 | ф | Будинок без виходу                          | Мар'яна Федорова, подруга Тіни Кирилової                                                                         |
| 2009 | с | Журов                                       | Стефанія Гершаковіч (Степанида)                                                                                  |
| 2009 | с | Летючий загін                               | Катерина, подруга Наталії Кірсанової                                                                             |
| 2009 | с | Серце капітана Немова                       | Олена Сіверс |
| 2009 | с | Суд                                         | Софія Шумська |
| 2010 | с | Гаражі                                      | Леда |
| 2010 | ф | Якщо небо мовчить                           | Тетяна Міхєєва                                                                                                   |
| 2010 | с | Маніпулятор                                 | Анфіса Хваткова, психолог фірми                                                                                  |
| 2010 | с | Втеча                                       | Лариса, сестра «Логопеда»                                                                                        |
| 2010 | с | Полин — трава окаянна                       | Анька |
| 2010 | с | Спроба Віри                                 | Надія Ковальова                                                                                                  |
| 2010 | с | Остання хвилина                             | Катя, дружина Ігоря                                                                                              |
| 2010 | ф | Слон                                        | Марина, дружина Зарезіна                                                                                         |
| 2010 | ф | Що приховує любов                           | Олена Володимирівна, дружина Георгія Саранського                                                                 |
| 2011 | с | Бомбила                                     | Олена Горохова, дружина Артема                                                                                   |
| 2011 | ф | Дублерші                                    | Рита Воронцова і Ліля Корякіна, сестри-близнючки                                                                 |
| 2011 | с | Жуков                                       | Галина Олександрівна Семенова, медсестра, остання дружина маршала Жукова                                         |
| 2011 | с | Короткий курс щасливого життя               | керівниця семінару                                                                                               |
| 2011 | с | Купідон                                     | Вікторія Одінцова                                                                                                |
| 2011 | с | Збережені долею                             | Любов Ярославівна Лаврова, лікар                                                                                 |
| 2012 | с | Біла гвардія                                | побита офіцерська дружина                                                                                        |
| 2012 | с | Ефект Богарне                               | Ольга Скворцова, дружина Ігоря                                                                                   |
| 2012 | с | Розлучення                                  | Мілена, дочка Регіни                                                                                             |
| 2012 | ф | З новим роком, мами!                        | Марина, сестра Ксенії                                                                                            |
| 2012 | с | Топтуни                                     | Олена Копрова, колишня сестра Сергія                                                                             |
| 2012 | ф | У Бога свої плани                           | Зоя |
| 2013 | с | Бомбила. Продовження                        | Олена Горохова, дружина Артема                                                                                   |
| 2013 | ф | жага                                        | Марина, мачуха Косткі                                                                                            |
| 2013 | с | Людмила                                     | Світлана |
| 2013 | с | Майор поліції                               | Зінаїда Дмитрівна Пашина, медсестра психіатричної лікарні, закохана в майора поліції Андрія Степановича Камишина |
| 2013 | с | Не жіноча справа                            | Світлана Воробйова                                                                                               |
| 2013 | с | Сімейні обставини                           | Катерина Романова, мати-одиначка                                                                                 |
| 2014 | с | Вовче сонце                                 | Марися |
| 2014 | ф | Майя                                        | Анна Миколаївна Вахрушина, директор школи                                                                        |
| 2014 | ф | Не покидай мене, Любов                      | Алла, дружина Миколи                                                                                             |
| 2014 | ф | Під каблуком                                | Марина |
| 2015 | с | Непридумане життя                           | Зоя Іванівна Огороднікова, директор ринку                                                                        |
| 2015 | ф | Алмази Сталіна                              | знімалася |
| 2015 | ф | Пітер-Москва                                | Єлизавета, авіадиспетчер, сестра Ганни                                                                           |
| 2015 | с | Точки опори                                 | Юлія, експерт-криміналіст міжрайонної прокуратури, підпорядкована прокурора Дмитра Миколайовича Астрова          |
| 2016 | с | Шукачка                                     | Олександра Іванівна Кушнір, начальник карного розшуку приморського містечка, підполковник поліції                |
| 2016 | с | Крила                                       | Людмила Черенкова                                                                                                |
| 2018 | с | Шукачка 2                                   | Олександра Іванівна Кушнір, начальник карного розшуку приморського містечка, підполковник поліції                |
| 2018 | с | Шукачка 3                                   | Олександра Іванівна Кушнір, начальник карного розшуку приморського містечка, підполковник поліції                |
| 2018 | с | Марсіанин                                   | І'мя персонажу не вказано                                                                                        |

## Номінації на преміюТЕФІ
- 2017 — номінація «Найкраща актриса телевізійного фільму / серіалу» на російську індустріальну телевізійну премію «ТЕФІ» — за роль Людмили Черенкової в телевізійному художньому фільмі «Крила»[19].
- 2018 — номінація «Найкраща актриса телевізійного фільму / серіалу» на російську індустріальну телевізійну премію «ТЕФІ» — за роль Олександри Кушнір в телесеріалі « Шукачка 2»[20].

### Соціальні мережі
- Банщикова Ганна Борисівна  у соцмережі «Instagram»
- Ганна Банщикова у соціальній мережі «ВКонтакті»
- Канал Банщикова Ганна Борисівна на YouTube